# Pavlovîci, Lokaci
Pavlovîci (în ucraineană Павловичі) este un sat în comuna Viinîțea din raionul Lokaci, regiunea Volînia, Ucraina.

## Demografie
Componența lingvistică a localității Pavlovîci
     Ucraineană (99,35%)
     Alte limbi (0,65%)
Conform recensământului din 2001, majoritatea populației localității Pavlovîci era vorbitoare de ucraineană (99,35%), existând în minoritate și vorbitori de alte limbi.